# Оттштедт-ам-Берге
Оттштедт-ам-Берге (нем. Ottstedt a. Berge) — община в Германии, в земле Тюрингия. 
Входит в состав района Веймар. Подчиняется управлению Грамметаль. Население составляет 263 человека (на 31 декабря 2010 года). Занимает площадь 5,10 км².